# Вильгельм фон Урах (1897—1957)
Вильгельм фон Урах, граф Вюртембергский (нем. Wilhelm Albert Karl Anton Paul Gero Maria von Urach, Graf von Württemberg; 27 сентября 1897, Штутгарт — 8 августа 1957, Мюнхен) — немецкий принц из рода фон Урах. Один из представителей высшего руководства Daimler-Benz.

## Биография
Родился 27 сентября 1897 года в Штутгарте. Был старшим сыном Вильгельма фон Ураха (1864—1928) и его супруги Амалии Баварской (1865—1912). Он был назван в честь своего отца.
До 1908 года учился в подготовительной школе в Штутгарте, а затем перешёл в гимназию Карла, которую окончил в 1914 году.
Как было принято у членов аристократических домов, Вильгельм затем начал военную службу, поступив в 1-й Вюртембергский полк полевой артиллерии № 13, летом 1914 года. Он был в звании лейтенанта, а вскоре после начала Первой мировой войны отправился на поле боя. Его военная карьера включала периоды службы в полку полевой артиллерии № 13 и резервном полку полевой артиллерии № 26, а также в штабах 26-й пехотной бригады, 25-й резервной дивизии и IV резервного корпуса. Он принимал участие в боевых действиях как на западном, так и на восточном фронте. 30 августа 1915 года он был награждён орденом «За военные заслуги» Вюртемберга. 18 декабря 1917 года он был повышен до звания обер-лейтенанта. Его военная карьера завершилась, когда он был остранён от службы 26 января 1920 года.
Пока шла война, по настоянию отца, он поступил в качестве «военного студента» в Тюбингенский университет, чтобы изучать право. Однако его самого больше интересовала инженерия, поэтому очень скоро бросил изучать право. С 1919 по 1922 год Вильгельм изучал машиностроение в Штутгартском университете, по окончании которого получил диплом инженера. Во время учёбы в университете он был членом студенческого братства «Akademische Gesellschaft Sonderbund».
После окончания университета он работал в таких фирмах, как Steiger, Cockerell Fahrzeugwerke и Bugatti. В 1927 году он перешёл в Daimler-Benz, и стал там работать инженером-конструктором. В 1933 году он вошёл в состав высшего руководства компании, а в 1937 году был назначен главным инженером. В его обязанности входило заботиться о водителях Mercedes на спортивных мероприятиях.
Во время Второй мировой войны, с 1941 и 1944 год, он был отправлен во Францию, где ему было поручено техническое руководство Renault, базирующейся в северном пригороде Парижа. В эти годы он успешно скрывал  разработку Renault 4CV, благодаря которой после окончания войны Renault стала крупнейшим производителем автомобилей во Франции. В 1945 году он вернулся в Daimler-Benz в качестве члена команды высшего руководства. Между 1946 и 1950 годами он отвечал за испытания легковых автомобилей. В 1954 году он получил полномочия прокурора от имени компании, и в этом же году он принял на себя управление музеем Mercedes-Benz.
Скончался в Мюнхене 8 августа 1957 года. Он был похоронен в Штутгарте.

## Брак и дети
Вильгельм женился 19 июня 1928 года на Елизавете Тойрер (1899—1988). Она была дочерью генерального директора G. Siegle & Co. Рихарда Тойрера, Штутгартского производителя красителей и пигментов. Отец Вильгельма был против этого брака, так как он был морганатическим. Поэтому после его смерти, новым главой семьи стал младший брат Вильгельма, Карл Геро (1899—1981). В браке Вильгельма и Елизаветы родились 2 дочери:
- Елизавета (2 января 1932 — 12 ноября 1999), замужем не была. Детей не имела.
- Мария Кристина (18 апреля 1933 — 2 сентября 1990), замужем не была. Детей не имела.